# Aleksander Newski (film)
Aleksander Newski (ros. Александр Невский) – radziecki, historyczny dramat wojenny z 1938 roku w reżyserii Siergieja Eisensteina i Dmitria Wasiliewa na podstawie biografii Aleksandra Newskiego. Muzykę do filmu skomponował rosyjski kompozytor Siergiej Prokofjew.
Wielki moralitet polityczny o zwycięstwie księcia nowogrodzkiego Aleksandra Newskiego nad inflancką gałęzią zakonu krzyżackiego.
Dzieło zostało entuzjastycznie przyjęte przez rodzimą widownię, a reżyser został nagrodzony przez samego Stalina.

## Opis
Eisenstein zebrał najlepszą ekipę aktorską, w tym odtwórcę głównej roli – Nikołaja Czerkasowa, który kontynuował współpracę z reżyserem również w Iwanie Groźnym. Bez żadnych prób Eisenstein zaangażował Nikołaja Ochłopkowa i Andrieja Abrikosowa do ról towarzyszy broni księcia – Wasilija Busłaja i Gawryły Oleksycza. Siergiej Blinnikow zagrał Twierdiłę. Do roli wielkiego mistrza zakonu reżyser zaprosił wyróżniającego się aktora Moskiewskiego Teatru Artystycznego Władimira Jerszowa. Swoją pierwszą rolę filmową zagrał Fiodor Odinokow.
Kadry głównej sceny filmu – bitwy na lodzie – z powodu napiętych terminów kręcono latem. W tym celu zbudowano dekoracje na dziedzińcu studia filmowego Mosfilm. Asfalt posypano kredą i zalano płynnym szkłem. Wykorzystano również drewniane „bryły lodu” pomalowane na biało.
Specjalnie do filmu wykonano dokładną kopię średniowiecznych przenośnych organów, na których katolicki mnich ubrany na czarno gra przed bitwą (wątek zaczerpnięty z Liwońskiej Kroniki).
Fabuła oparta jest na historycznych XIII-wiecznych wydarzeniach – walce Republiki Nowogrodzkiej z ekspansją zakonów rycerskich. Akcja rozgrywa się w 1242 roku, już po bitwie ze Szwedami na Newie, co pozwoliło szerzej ukazać w filmie „niemiecki temat”. Kulminacyjnym punktem akcji jest starcie zbrojne na powierzchni zamarzniętego jeziora. Jednakże Eisenstein nie przykładał wagi do prawdy historycznej. W scenariuszu fikcja przeplatała się z rzeczywistością.
Muzykę do filmu zawierającą utwory symfoniczne i chóralne, skomponował Siergiej Prokofjew.
Eisensteinowi udało się w Aleksandrze Newskim wcielając swoją koncepcję montażu pionowego dokonać syntezy obrazu, słowa i muzyki.
Jednak film został wprowadzony do kin ze źle zapisaną ścieżką dźwiękową. Niską jakość zapisu tłumaczono tym, że do filmu wstawiono roboczą wersję, którą należało jeszcze dopracować. Ponieważ właśnie ta wersja przeszła pomyślnie przez cenzurę, Eisenstein nie ryzykował już żadnych zmian.

## Fabuła filmu

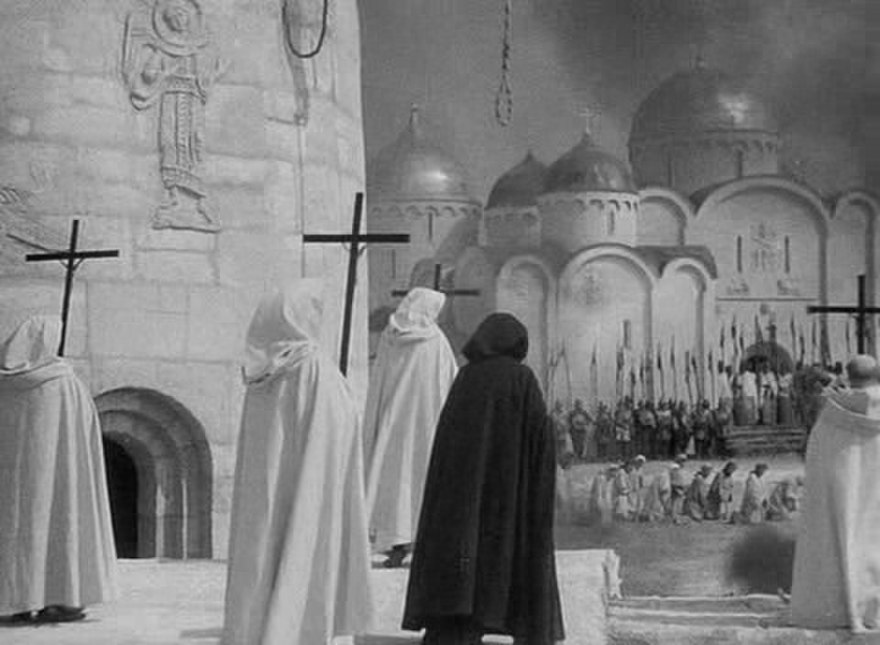
Przed straceniem przywódcy buntu przeciw teutońskiemu najeźdźcy w Pskowie

Na zachodnie rubieże Rusi wkraczają wojska zakonu krzyżackiego. Zajmują Psków, torturują i zabijają mieszkańców. Rycerze przedwcześnie dzielą się jeszcze niezdobytymi ruskimi ziemiami, nadając sobie tytuły książąt, licząc na poparcie papieża.
Nowogrodzianie zwołują wiec i postanawiają powołać drużynę, a dowództwo powierzyć doświadczonemu wodzowi – księciu Aleksandrowi, zwanemu Newskim. Dwaj bohaterowie (postacie historyczne) – Gawryło Oleksycz i Waśka Busłaj – starają się o rękę tej samej dziewczyny, ta postanawia, że wybierze tego, który okaże się lepszy w bitwie.
Wojska zbliżają się do brzegów zamarzniętego jeziora Pejpus. Przed bitwą jeden z wojów opowiada księciu baśń o lisicy uwięzionej w rozszczepionym pniu drzewa, gdzie została zwabiona przez zająca. Aleksander postępuje podobnie, okrąża i pokonuje wroga. Rzucający się do ucieczki Niemcy, łamiąc lód pod ciężarem rynsztunku, toną. Przywódcy dostają się do niewoli.
Po bitwie ruskie kobiety zbierają rannych. Dwóch bohaterów, ledwo żywych, zawożą do Nowogrodu, gdzie Wasilij publicznie oddaje pierwszeństwo przyjacielowi. Sam natomiast żeni się z córką wojewody, która na równi z mężczyznami brała udział w bitwie.
Książę i Nowogrodzianie sądzą Krzyżaków. Szeregowych knechtów wypuszczają, rycerzy zostawiają do wykupu. Przywódców wojsk i zdrajców tłum linczuje na miejscu. Następnie Nowogrodzianie hucznie świętują zwycięstwo. Aleksander błogosławiąc puszczonych wolno knechtów, parafrazuje Biblię „Kto do nas z mieczem przyjdzie, od miecza zginie! Tym stoi i stać będzie ruska ziemia!"

## Podtekst polityczny

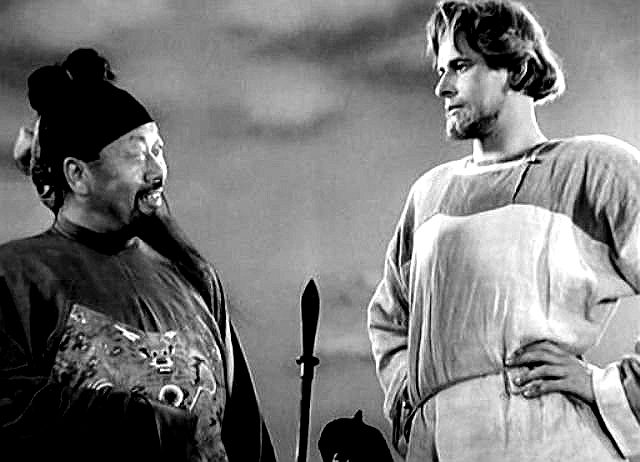
Aleksander Newski i wysłannik Mongołów

Film powstawał w czasie, gdy Związek Radziecki był w konflikcie z III Rzeszą. Stalin zażądał od Eisensteina nakręcenia filmu odstraszającego Niemców od najazdu na ziemie rosyjskie.
W filmie ukazano wiele alegorii politycznych odzwierciedlających sytuację polityczną w 1930 roku oraz postać Newskiego jako rybaka i ludowego bohatera. Hełmy krzyżaków przypominały hełmy niemieckich żołnierzy z lat 20. XX wieku. W pierwszej wersji filmu na hełmach pojawiają się nawet swastyki. W filmie ukazana jest scena zawarcia pokoju przez Newskiego z Mongołami tylko po to, by skoncentrować się na walce z Krzyżakami. Scena nawiązuje do zawarcia pokoju przez Związek Radziecki z Japonią, który był potrzebny do odparcia wojsk hitlerowskich w trakcie ewentualnego ich najazdu. Pokój z azjatyckim wrogiem odnosił się również do polityki Stalina nieeskalowania działań wojennych na wschodnich granicach.
Nieszczęśliwie dla Eisensteina film szydzący z zawierania paktu z Niemcami został ukończony na kilka miesięcy przed zawarciem paktu Ribbentrop-Mołotow. Wkrótce po premierze został zdjęty z ekranów. Dopiero po agresji Niemiec na Związek Radziecki w 1941 roku wyświetlanie filmu wznowiono we wszystkich salach kinowych. Fragmenty pokazywane były w amerykańskim filmie propagandowym The Battle of Russia.

## Film w kulturze
- W jednym z odcinków The Simpsons GI (annoyed Grunt) została użyta ścieżka dźwiękowa z filmu. Odcinek parodiował reklamę rekrutacji do US Army.
- Kilka filmów wzorowało się na scenach przedstawiających bitwę na jeziorze Pejpus m.in. Doktor Żywago (1965), Mózg za miliard dolarów (1967) w reżyserii Kena Russella, Władca Pierścieni (1978), Conan Barbarzyńca (1982), Mulan (1998) czy Król Artur (2004).
- W lipcu 2006 roku we Wrocławiu na festiwalu Era Nowe Horyzonty 2006 odbył się niecodzienny pokaz filmu połączony z muzyką Siergieja Prokofjewa na żywo. Projekcja miała miejsce w plenerze, a oryginalną ścieżkę dźwiękową z filmu wykonało ponad 160 muzyków, w tym orkiestra Filharmonii Wrocławskiej, chór i solistka Małgorzata Pańko[5].
- Fragmenty filmu wykorzystano w teledysku do piosenki „Niebo Sławian” („Небо Славян”) rosyjskiego zespołu rockowego Alisa („Алиса”).